# Cirsium arizonicum
Cirsium arizonicum (Arizona Thistle) es una especie de cardo perteneciente al género Cirsium, nativa del sudoeste de EE. UU., incluyendo Arizona, sudeste de  California, Nuevo México, Nevada, y Utah.

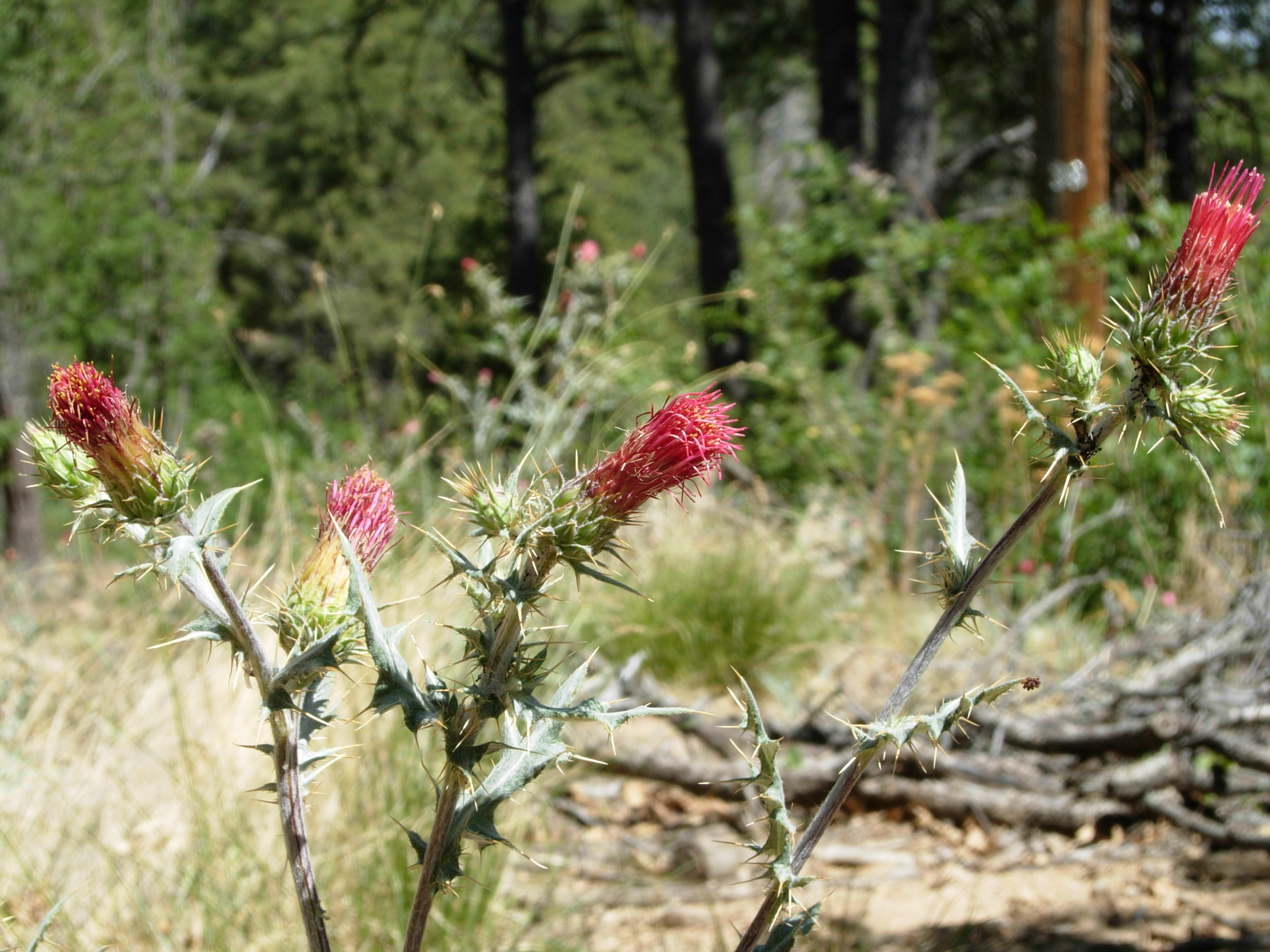
Vista de la planta

## Descripción
Es una planta herbácea que puede ser bienal o perenne alcanzando los 30–150 cm de altura. Las hojas son espinosas, ovadas con lóbulos pinnados, las hojas basales son más grandes y tienen 10–40 cm de longitud, mientras que las hojas superiores del tallo llegan solo a 3 cm de longitud. Las inflorescencias tienen 3–4 cm de largo y 1.5–2 cm de diámetro, son de color rojo a rosado o púrpura, con los floretes de forma similar (no hay división en disco y rayos florales); cada planta es muy variable en el número de inflorescencias producidas que pueden ser de 1 a 100. Florece a mediados de la primavera. Prefieren lugares elevados de montaña, en elevaciones de 900 a 3.600 m s. n. m.

## Taxonomía
Cirsium arizonicum fue descrita por (A.Gray) Petr. y publicado en Botanisk Tidsskrift 31(1): 68. 1911.
Etimología
Cirsium: nombre genérico que deriva de la palabra latina cirsĭŏn, -ĭi —del griego χιρσός, -ον, varices—  vocablo que usa Plinio el Viejo (Naturalis Historia, 27, 61) para identificar un cardo que se utiliza para el tratamiento de este tipo de dolencia. En los tiempos modernos, el botánico francés Tournefort (1656 - 1708) ha derivado el nombre Cirsium.
arizonicum: epíteto geográfico que alude a su localización en Arizona.
Variedades
Hay cinco variedades que han sido identificadas:
- Cirsium arizonicum var. arizonicum (syn. var. nidulum (M.E.Jones) S.L.Welsh)
- Cirsium arizonicum var. bipinnatum (Eastwood) D.J.Keil. Four Corners Thistle.
- Cirsium arizonicum var. chellyense (R.J.Moore & Frankton) D.J.Keil (syn. C. chellyense R.J.Moore & Frankton). Navajo Thistle.
- Cirsium arizonicum var. rothrockii (A.Gray) D.J.Keil (syn. C. rothrockii (A.Gray) Petrak). Rothrock's Thistle.
- Cirsium arizonicum var. tenuisectum D.J.Keil. Desert Mountains Thistle.

Sinonimia
- Carduus arizonicus (A.Gray) Greene	[5]

var. arizonicum (A.Gray) Petr.
- Carduus nidulus (M.E.Jones) A.Heller
- Cirsium arizonicum var. nidulum S.L.Welsh
- Cirsium nidulum (M.E.Jones) Petr.
- Cnicus arizonicus A.Gray
- Cnicus nidulus M.E.Jones

var. bipinnatum (Eastw.) D.J.Keil
- Carduus bipinnatus (Eastw.) A.Heller
- Cirsium effusum (Maxim.) Matsum.
- Cnicus drummondii var. bipinnatus Eastw.
- Cnicus effusus Maxim.

var. chellyense (R.J.Moore & Frankton) D.J.Keil
- Cirsium chellyense R.J.Moore & Frankton
- Cirsium chuskaense R.J.Moore & Frankton
- Cirsium navajoense R.J.Moore & Frankton

var. rothrockii (A.Gray) D.J.Keil
- Carduus rothrockii (A.Gray) Greene
- Cirsium rothrockii (A.Gray) Petr.
- Cnicus rothrockii A.Gray	[6]